# Heusden Koers
De Heusden Koers is een eendaagse Belgische wielerwedstrijd die plaatsvindt in augustus in Heusden. De renners leggen enkele rondes af door de omgeving, om uiteindelijk in plaatselijke rondes te strijden voor de zege. De wedstrijd werd voor het eerst verreden in 1929.

## Lijst van winnaars
1929 ·  Alfred Hamerlinck

1936 ·  Karel Clapdorp

1937 ·  Sylvain Grysolle

1938 ·  Marcel Claeys

1939 ·  Sylvain Grysolle

1952 ·  Léon De Lathouwer

1953 ·  Marcel Hendrickx

1954 ·  Lucien Mathys

1955 ·  André Pieters

1956 ·  Raphel Jonckheere

1957 · niet verreden 

1958 · niet verreden

1959 ·  Gilbert Desmet II

1960 ·  Frans De Mulder

1961 ·  Rik Van Looy

1962 ·  Gilbert Desmet II

1963 ·  Gustaaf De Smet

1964 ·  Edward Sels

1965 ·  Rik Van Looy

1966 ·  Jos Huysmans

1967 ·  Jos Huysmans

1968 ·  Leopold Van Den Neste

1969 ·  Walter Godefroot

1970 ·  Martin Van Den Bossche

1971 ·  Gerben Karstens

1972 ·  André Dierickx

1973 ·  Victor Van Schil

1974 ·  Willy Planckaert

1975 ·  Roger De Vlaeminck

1976 ·  Freddy Maertens

1977 ·  Walter Godefroot

1978 ·  Freddy Maertens

1979 ·  Johnny De Nul

1980 ·  Roger De Vlaeminck

1981 ·  Dirk Heirweg

1982 ·  Dirk Heirweg

1983 ·  Lucien Van Impe

1984 ·  Dirk Heirweg

1985 ·  Luc Govaerts

1986 ·  Yvan Lamote

1987 ·  Henri Manders

1988 ·  Patrick Onnockx

1989 ·  Sammie Moreels

1990 ·  Yves Godimus

1991 ·  Bart Leysen

1992 ·  Jan Bogaert

1993 ·  Viatcheslav Ekimov

1994 ·  Herman Frison

1995 ·  Etienne De Wilde

1996 ·  Johan Capiot

1997 ·  Gert Vanderaerden

1998 ·  Jean-Pierre Heynderickx

1999 ·  Berry Hoedemakers

2000 ·  Peter Van Petegem

2001 ·  Geert Omloop

2002 ·  Peter Wuyts

2003 ·  Tom Steels

2004 ·  Andy Cappelle

2005 ·  Nick Nuyens

2006 ·  Geert Omloop

2007 ·  Wouter Weylandt

2008 ·  Frédéric Amorison

2009 ·  Tyler Farrar

2010 ·  Wouter Weylandt

2011 ·  James Vanlandschoot

2012 ·  Timothy Dupont

2013 ·  Kenny Dehaes

2014 ·  Dries De Bondt

2015 ·  Kenny Dehaes

2016 ·  Timothy Dupont

2017 ·  Kenny Dehaes

2018 ·  Benjamin Verraes

2019 ·  Tim Merlier

2020 · Geen organisatie i.v.m. COVID

2021 · Geen organisatie i.v.m. COVID

2022 ·  Tom Van Asbroeck

2023 ·  Harry Tanfield

2024 ·  Elias Van Breussegem

2025 ·  Timothy Dupont

## Lijst van winnaars Dames
2018 ·  Marjolein van 't Geloof 

2019 ·  Mieke Docx

2020 · Geen organisatie i.v.m. COVID

2021 · Geen organisatie i.v.m. COVID

2022 ·  Fem van Empel

2023 ·  Zoe Bäckstedt

2024 ·  Jesse Vandenbulcke
1929 · 1930-1935 · 1936 · 1937 · 1938 · 1939 · 1952 · 1953 · 1954 · 1955 · 1956 · 1957 · 1958 · 1959 · 1960 · 1961 · 1962 · 1963 · 1964 · 1965 · 1966 · 1967 · 1968 · 1969 · 1970 · 1971 · 1972 · 1973 · 1974 · 1975 · 1976 · 1977 · 1978 · 1979 · 1980 · 1981 · 1982 · 1983 · 1984 · 1985 · 1986 · 1987 · 1988 · 1989 · 1990 · 1991 · 1992 · 1993 · 1994 · 1995 · 1996 · 1997 · 1998 · 1999 · 2000 · 2001 · 2002 · 2003 · 2004 · 2005 · 2006 · 2007 · 2008 · 2009 · 2010 · 2011 · 2012 · 2013 · 2014 · 2015 · 2016 · 2017 · 2018 · 2019 · 2020 · 2021 · 2022 · 2023